# 27596 Maldives
27596 Maldives este un asteroid din centura principală de asteroizi.

## Descriere
27596 Maldives este un asteroid din centura principală de asteroizi. A fost descoperit pe 16 februarie 2001 la Desert Beaver Observatory de William Kwong Yu Yeung. Asteroidul prezintă o orbită caracterizată de o semiaxă mare de 3,00 ua, o excentricitate de 0,24 și o înclinație de 6,8° în raport cu ecliptica.